# Brasilia Challenger 2 2001
Il Brasilia Challenger 2 2001 è stato un torneo di tennis facente parte della categoria ATP Challenger Series nell'ambito dell'ATP Challenger Series 2001. Il torneo si è giocato a Brasilia in Brasile dal 15 al 21 ottobre 2001 su campi in terra rossa.

## Vincitori

### Singolare
Sebastián Prieto ha battuto in finale  Sébastien de Chaunac con il punteggio di 6–4, 4–6, 7–6(6)

### Doppio
Luis Lobo /  Daniel Orsanic hanno battuto in finale  Daniel Melo /  Alexandre Simoni per walkover